# Vinificazione

Schema della struttura di un grappolo d'uva, con dettaglio delle sostanze estratte durante le varie fasi di spremitura

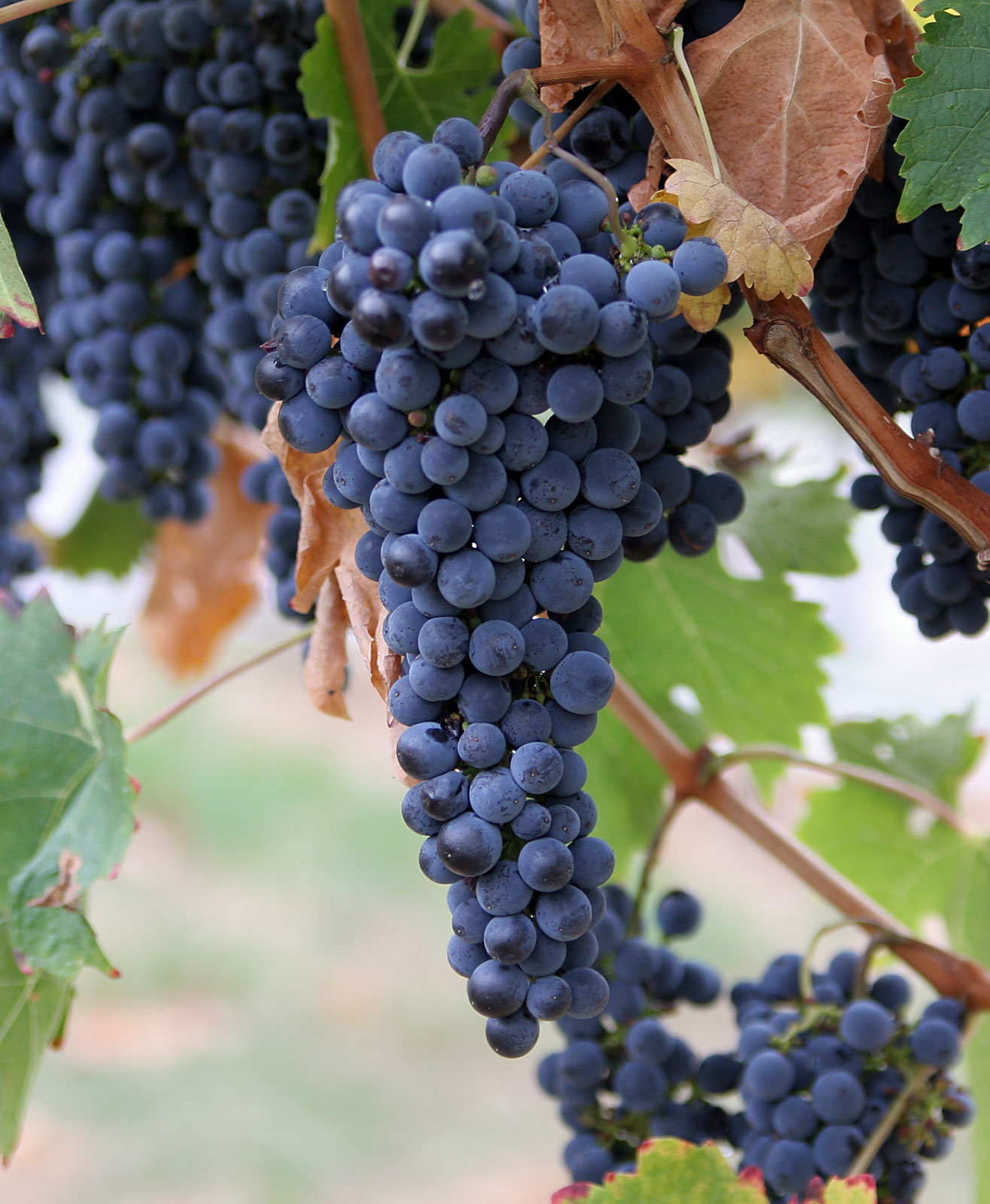
Grappoli d'uva

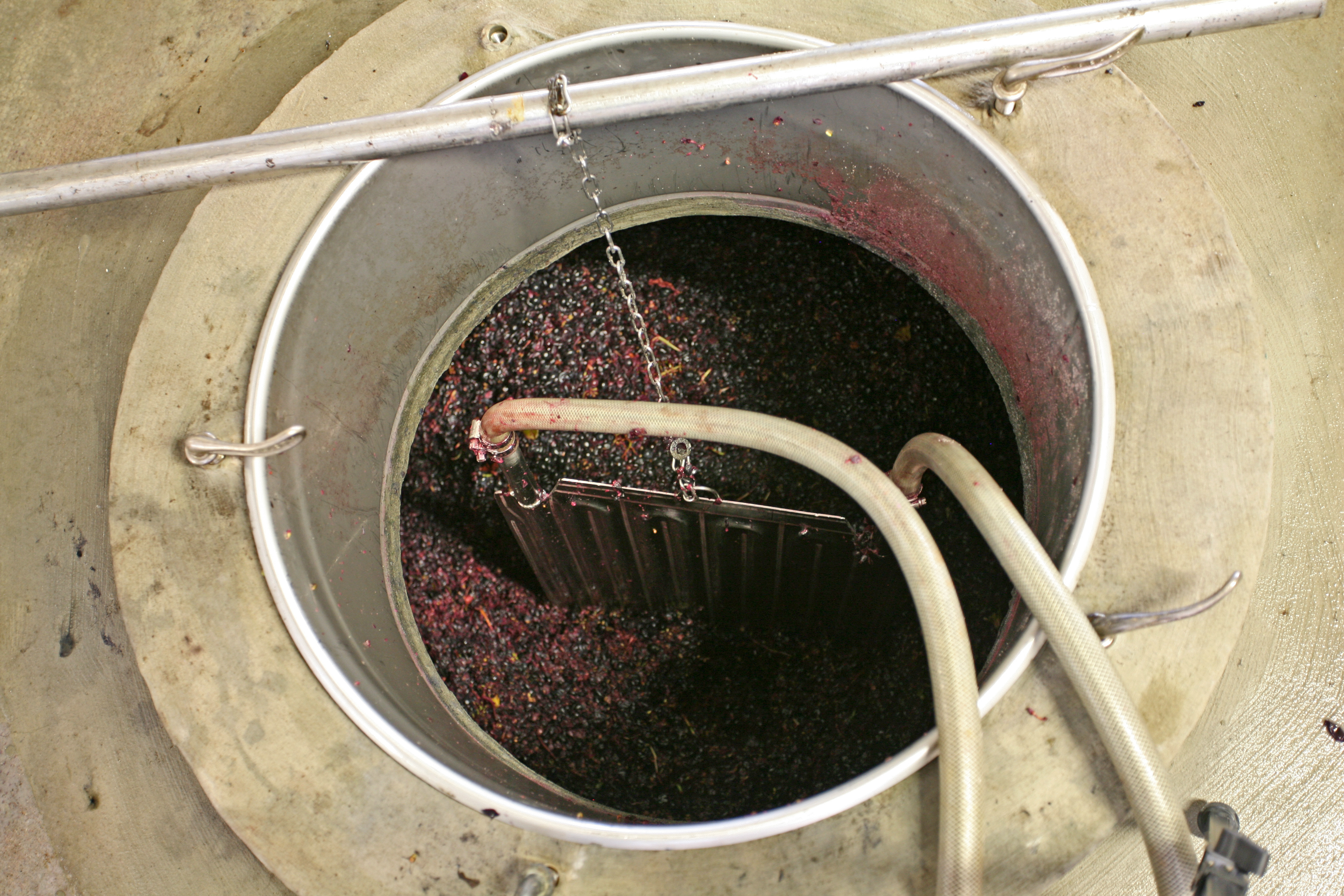
Vinificazione a caldo per la produzione di vino rosso

La vinificazione è il processo biochimico di trasformazione dell'uva in vino e del suo affinamento.
La buccia degli acini di uva trattiene alcuni lieviti che trasformano lo zucchero contenuto negli acini in alcol: questo processo si chiama fermentazione alcolica.
Esistono diverse tecniche di vinificazione:
- in bianco (di uve bianche o nere);
- in rosso (con macerazione), di uve bianche e nere;
- con macerazione carbonica;
- a caldo (o termovinificazione);
- continua;
- in riduzione;
- in iperossidazione;
- di vini rosati.

I polifenoli, contenuti nella buccia e nei semi, si ottengono durante la macerazione che viene effettuata nella fase iniziale della fermentazione del mosto. La macerazione consente l'estrazione dei flavonoidi e di altre sostanze in relazione alla temperatura e alla durata del contatto con la buccia; se la macerazione è breve (meno di 24 ore) produce, comunemente, vini rosé, mentre macerazioni di tre, cinque giorni generalmente producono vini nuovi da bere subito; invece una macerazione lunga da sette a ventun giorni realizza, solitamente, vini per un lungo invecchiamento.

## Vasi vinari
I vasi vinari sono chiamati anche più comunemente botti. Esistono vasi vinari di diversi materiali:

### Terracotta
Tra i più antichi vasi vinari sono le anfore di terracotta, alcune delle quali sono ancora in uso in Georgia paese culla della vite, chiamate kwevri.

### Legno
Le botti di legno hanno la caratteristica di cedere aromi ideali per i vini da invecchiamento, sono molto costose, resi solitamente con tappo di sughero, richiedono una complessa e costosa manutenzione e non è facile raffreddarle.

### Cemento
Sono vasche fisse molto economiche e hanno la possibilità di avere molteplici forme quindi possono essere utili per ottimizzare gli spazi della cantina. Il cemento, a contatto con il vino, rilascia ioni calcio e si possono formare cristalli di bitartrato di calcio. Quindi l'interno della vasca va piastrellato o trattato con vernici apposite. La pulizia non è semplice, infatti il mosto può infiltrarsi. Inoltre non è facile raffreddarle.

### Acciaio
Possono essere di Acciaio inossidabile AISI 316 o 304. Sono molto leggeri, di facile manutenzione, non cedono sostanze, posseggono un'elevata capacità di scambio termico.

#### Vetroresina
La vetroresina consiste in poliestere rinforzato con fibre di vetro (PRFV). Questo materiale deve essere sufficientemente scaldato in un forno apposito in modo che, in seguito, non si verifichino cessioni di sostanze vetrose. I recipienti in vetroresina sono più fragili rispetto a quelli in acciaio inossidabile, ma molto più leggeri e inerti in egual misura.

## Vinificazione in rosso
La "vinificazione in rosso'" o "vinificazione con macerazione" è caratterizzata dal contatto tra vinacce e mosto in fermentazione. Sfruttando l'azione dissolvente dell'alcol e la temperatura (compresa generalmente tra 26 e 30 °C), i pigmenti colorati (antociani) e le sostanze tanniche presenti nella buccia dell'acino passano nel mosto e si ritroveranno quindi nel vino dopo la separazione tra parti solide e parte liquida (svinatura).
La fase di fermentazione e macerazione dura generalmente da 6 a 10 giorni, a seconda del contenuto e dell'estraibilità delle sostanze presenti nelle uve trattate. Alcuni vini di grande pregio prevedono una fase di macerazione molto lunga (anche 40 giorni), al fine di estrarre maggiormente il contenuto delle bucce.
Dopo la svinatura le parti solide vengono torchiate, al fine di recuperare la parte di vino rimasta a contatto con le bucce, e tutta la massa liquida viene stoccata in botti, barrique, contenitori in acciaio inossidabile o altri vasi vinari per la fase di affinamento e invecchiamento.

## Vinificazione in bianco

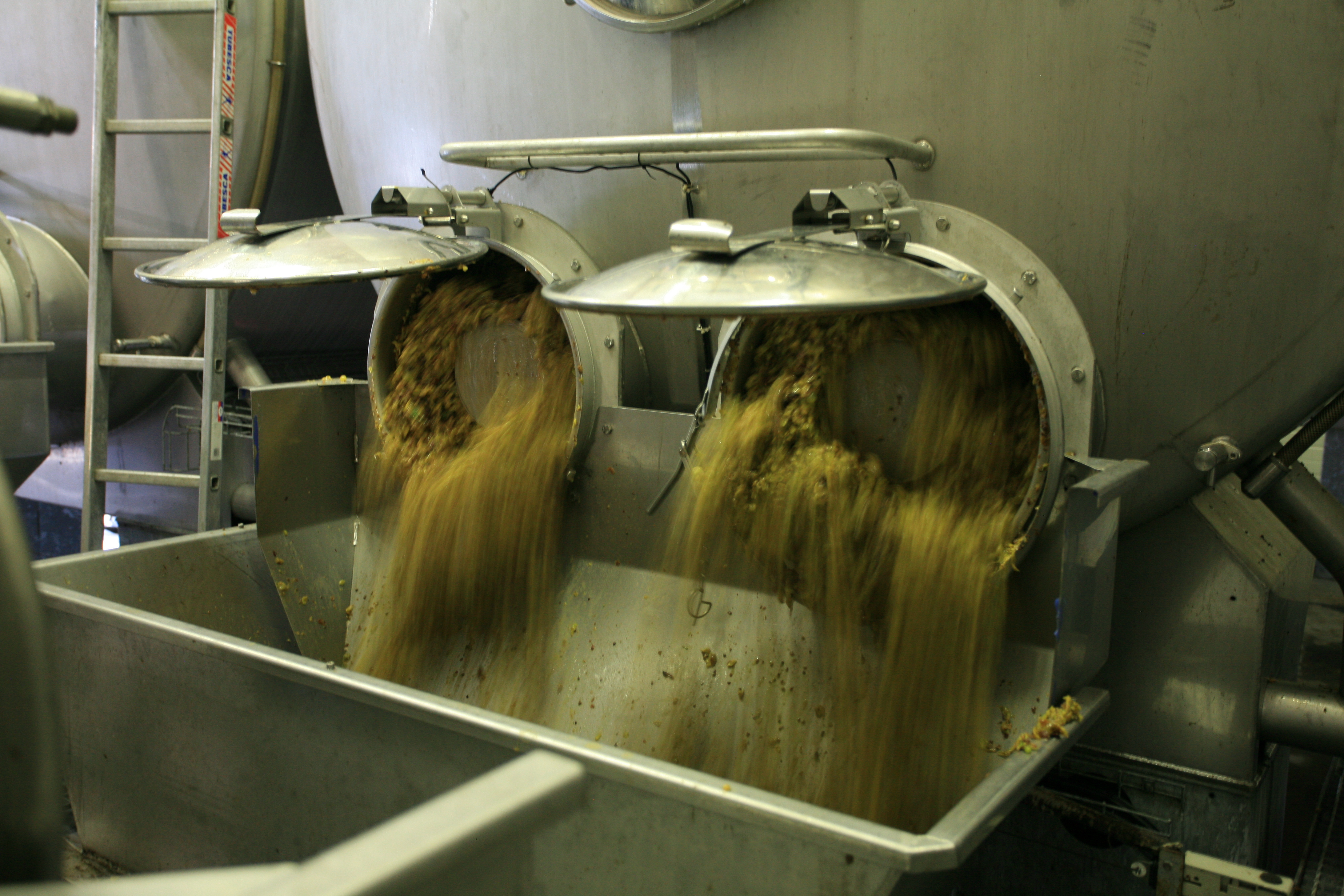
Vinificazione a freddo per la produzione di vino bianco

La fermentazione avviene senza contatto tra vinacce e mosto, cioè senza macerazione. Questo tipo di vinificazione prevede cioè la pigiatura e quasi sempre la diraspatura delle uve (operazioni comuni alla vinificazione in rosso) ovvero la diraspapigiatura. In seguito però si effettua la "sgrondatura" del pigiato, separando così il mosto dalla frazione contenente le bucce.
Questa frazione, in pratica, viene destinata immediatamente alla pressatura per il recupero di tutte le frazioni liquide e non viene a contatto con il mosto. Per produzioni di qualità si utilizza la pressatura diretta delle uve intere al posto della pigiatura seguita dalla sgrondatura.
I vini bianchi (tranne alcuni, in genere da invecchiamento) sono fondamentalmente vini freschi e profumati, da bere piuttosto giovani. Se si effettua la sgrondatura (cioè l'eliminazione di bucce, che contengono la maggior parte delle sostanze pigmentanti e vinaccioli) si possono produrre vini bianchi anche utilizzando uve nere.
I mosti vengono normalmente decantati, filtrati e centrifugati per ottenere la migliore limpidezza e finezza. La vinificazione in bianco è abbastanza critica perché non vi deve essere il contatto con l'aria onde evitare che le polifenolossidasi producano fenomeni di ossidazione (maderizzazione) determinando un peggioramento delle qualità organolettiche del vino, che assume in tali casi un colore definito «brodo di castagna» e un sapore di cotto. È anche molto importante il trattamento di solfitazione con azione antisettica (batteri e virus), antiossidante (ossidazione chimica da ossigeno), antiossidasica (ossidazione biochimica da enzimi ossidasici: tirosinasi e laccasi).
La temperatura di vinificazione va mantenuta in un adatto contenitore compresa tra 18 e 22 °C, in genere con l'impiego di fermentatori coibentati a doppia parete.

## Macerazione carbonica
La "macerazione carbonica" è una tecnica di vinificazione con la quale si produce un vino chiamato Beaujolais nouveau in Francia e, da qualche decennio, Novello in Italia.
Si ottiene tramite la fermentazione del grappolo intero e necessita di uve perfettamente sane. I grappoli vengono immessi nei vasi vinari: queste vasche (solitamente d'acciaio) sono dotate di una grata a distanza di circa 15–20 cm dal fondo. Riempiendo il vaso, i grappoli più in basso si spappolano e parte di essi cade. Questa piccola parte di mosto fa iniziare la fermentazione che produce anidride carbonica, che va a saturare la vasca. Alla temperatura di 28-30° le cellule cambiano metabolismo grazie ad alcuni enzimi presenti nella bacca che con il calore sviluppano il loro potenziale, fino a produrre il 2% di alcol. Questo processo è detto fermentazione intrabaccale ed è rilevabile quando le bucce da blu diventano rosse. Il periodo di fermentazione è di circa 7-10 giorni. La forte quantità di anidride carbonica crea una diversa pressione e per contro gradiente le sostanze della buccia passano nella polpa fino a colorarla. L'acido malico partecipa a questa operazione e in anaerobiosi completa si sviluppano aromi particolari. Dopo la fermentazione vengono eliminati raspi e bucce e viene trattenuta la parte liquida, compreso il fondo vasca.

## Termovinificazione
La "termovinificazione" è un sistema brevettato dalle "Officine Meccaniche Sernagiotto" di Casteggio negli anni settanta.
Si effettua riscaldando parte della vinaccia, separata con un mostoseparatore, a 90 °C e addizionando circa 200 mg/l di anidride solforosa alla vinaccia. Si ottiene così l'estrazione dell'enocianina che dà il colore al vino. Dopo il trattamento a caldo, la temperatura scende a 60 °C grazie all'aggiunta di parte del mosto estratto in precedenza con il mostoseparatore. Nel processo continuo si ottiene una rapida estrazione dei pigmenti contenuti nelle bucce. Successivamente si fermenta come se fosse in bianco.

## Vinificazione in riduzione
Questo tipo di vinificazione, adottata per la produzione di vini bianchi, permette di esaltare gli "aromi varietali" e dunque la tipicità del vitigno.
Con questa tecnica si cerca di ridurre il più possibile il contatto dell'aria con il mosto, specie durante pressatura e fermentazione, tramite l'ausilio di gas inerti e di alte concentrazioni di antiossidanti, quali l'anidride solforosa e l'acido ascorbico.
I rischi legati a questa tecnica sono le difficoltà fermentative e l'insorgenza di riduzione troppo spinta con la comparsa di tracce di idrogeno solforato.
L'iper riduzione è la estremizzazione della tecnica ovvero il gas inerte (tipicamente azoto) è insufflato anche nelle fasi precedenti la vinificazione e in quelle successive.

## Vinificazione in iperossidazione
Allo scopo di aumentare la stabilità ossidativa dei polifenoli e degli aromi nel tempo, una tecnica particolare di vinificazione in bianco prevede l'ossidazione il più completa possibile dei componenti instabili del mosto. Tale tecnica si esegue in prefermentazione insufflando ossigeno nella massa. Il prodotto risultante assume una colorazione bruna e i polifenoli ossidati vengono poi rimossi mediante collaggio (proteine e/o PVPP). Si assume che i precursori aromatici siano ancora protetti nella forma legata e che quindi gran parte delle caratteristiche varietali del vitigno possano rimanere conservate. Nel contempo, di sicuro aromi varietali liberi risentiranno del trattamento. Questa tecnica di stabilizzazione ossidativa permette di ottenere vini bianchi da lungo affinamento ma di minore struttura per la perdita consistente di componenti polifenoliche. Viene particolarmente apprezzata nella produzione di vini base spumante da vitigni aromatici (Riesling renano).

## Rendimento
Il lievito in condizioni anaerobiche trasforma 100 grammi di fruttosio e di glucosio (gli zuccheri fermentiscibili contenuti nell'uva) in 51,1 di etanolo (alcool etilico) con un rendimento in volume del 65,5%. Questo è un rendimento ideale, nella realtà una parte dello zucchero disponibile è utilizzata dal lievito per moltiplicarsi, inoltre durante la fermentazione i lieviti del mosto producono, oltre l'alcol e l'anidride carbonica, anche prodotti secondari (glicerina, acido acetico, acido succinico) che contribuiscono a caratterizzare l'aroma del prodotto finito. Il rendimento reale quindi si approssima al 60% in volume.(Fermentazione)
Inoltre non sempre tutto il fruttosio contenuto nell'uva viene trasformato: una parte resta nel vino sotto forma di residuo zuccherino conferendo al vino un sapore che va dall'abboccato al dolce.